# Albert Thumb
Albert Joseph Gustav Thumb, född den 18 maj 1865 i Freiburg im Breisgau, död där den 14 augusti 1915, var en tysk språkforskare.
Thumb började sina studier i hemstaden 1884 under Karl Brugmann. År 1886 studerade han i Heidelberg för Hermann Osthoff och i Leipzig för Brugmann. År 1888 promoverades han i jämförande språkvetenskap och klassisk filologi under Rudolf Thurneysen i Freiburg im Breisgau. År 1889 studerade han nygrekiska i Berlin. Samma år reste han för första gången till  Grekland, för att fördjupa sina språkkunskaper. Året därpå genomförde han sin habilitation och var därefter privatdocent och extra ordinarie professor (från 1895) vid  Freiburgs universitet, samtidigt som han arbetade som gymnasielärare (till 1901). År 1894 reste han ännu en gång till Grekland. År 1901 blev Thumb extra ordinarie professor i Marburg och 1909 kallades han till professor i Strassburg. I juli 1915 återvände han svårt sjuk till sin hemstad, där han dog en månad senare. Thumb författade arbeten inom vitt skilda områden, som allmän språkvetenskap, kvantitativ lingvistik, sanskritstudier och nygrekisk filologi. Därtill sysslade han med experimentell psykologi i språkvetenskapens tjänst. Bland hans arbeten inom det fältet märks Experimentelle Untersuchungen über die psychologischen Grundlagen der sprachlichen Analogiebildung (tillsamman med Karl Marbe 1901).